# یوساکو یارا
یوساکو یارا (انگلیسی: Yusaku Yara; ۱۵ مارس ۱۹۴۸ – ) صداپیشه، و بازیگر سینما اهل ژاپن بود. وی از سال ۱۹۷۵ میلادی تاکنون مشغول فعالیت بوده‌است.